# Applejack

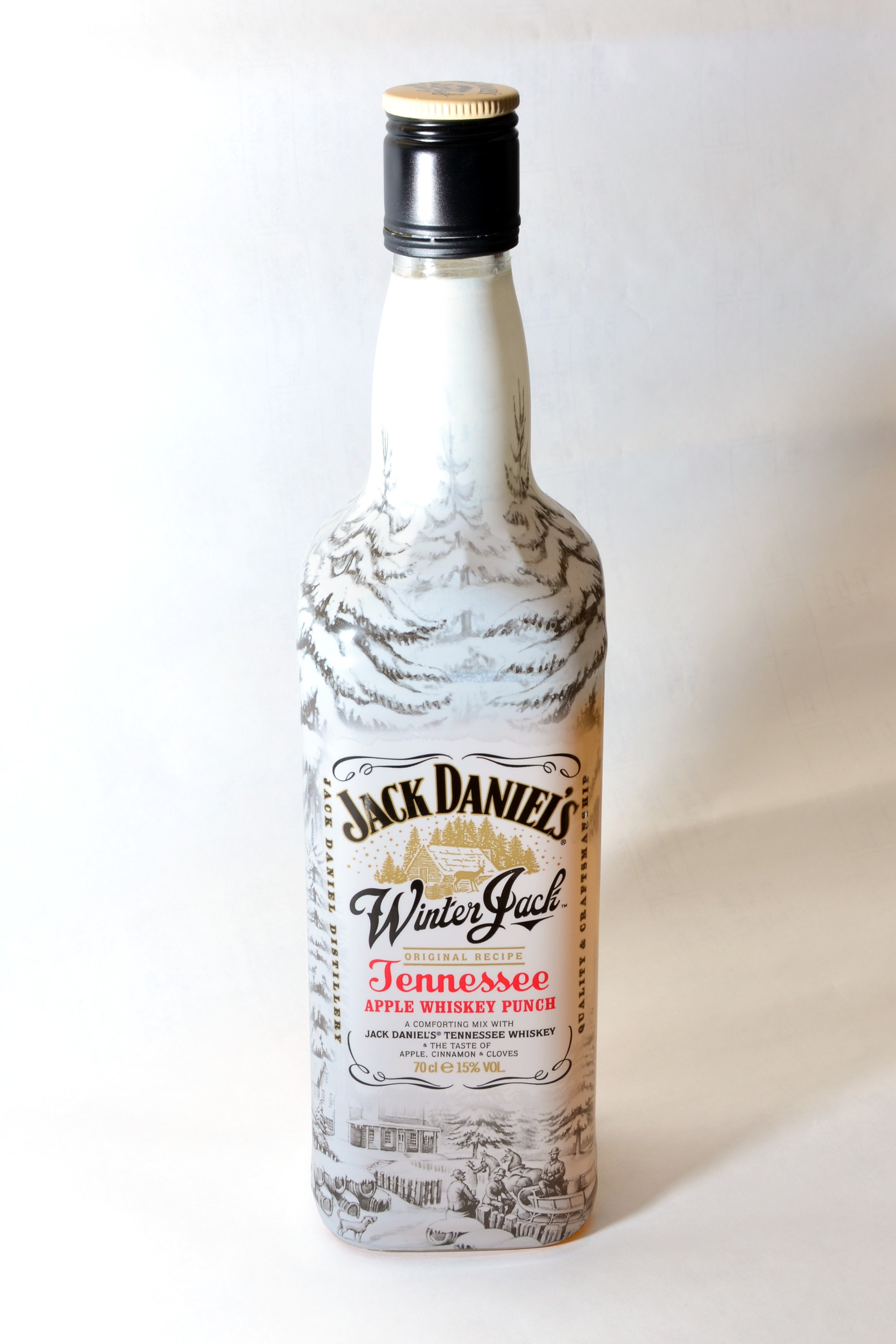
Jack Daniel's Applejack.

Applejack är en stark alkoholhaltig dryck som tillverkas av äpplen (engelska apple), härstammande från den nordamerikanska kolonialtiden. Den tillverkas genom att koncentrera alkoholhalten i starkcider antingen genom den traditionella frysdestilleringsmetoden (som kallades jacking) eller genom vanlig förångningsdestillering. Från den jästa äppelsaften, vars alkoholhalt är mindre än 10%, bildas en 30-40% slutprodukt som är något söt och vanligtvis doftar och smakar äpple. Frysdestillering koncentrerar alla biprodukter från jäsningen som etanol, metanol och finkel. Förångningsdestillering, om den utförs korrekt, kan separera dessa ämnen eftersom de har olika kokpunkter. På grund av den relativt högre kostnaden och mindre alkoholutbytet från fruktjäsning kan kommersiellt framställd applejack vara gjord av äppelbrännvin utspätt med sprit.
Det äldsta applejackbränneriet i USA är Laird & Co i Scobeyville, New Jersey. Applejack som tillverkas där kallas "Jersey Lightning" (svenska jerseyblixten, blixtar från Jersey) och bland annat användes den för att betala vägarbetarlag under kolonialtiden.
Applejack kan också syfta på en drink bestående av äppellikör och Jack Daniel's whiskey.